# Convento Escalabitano

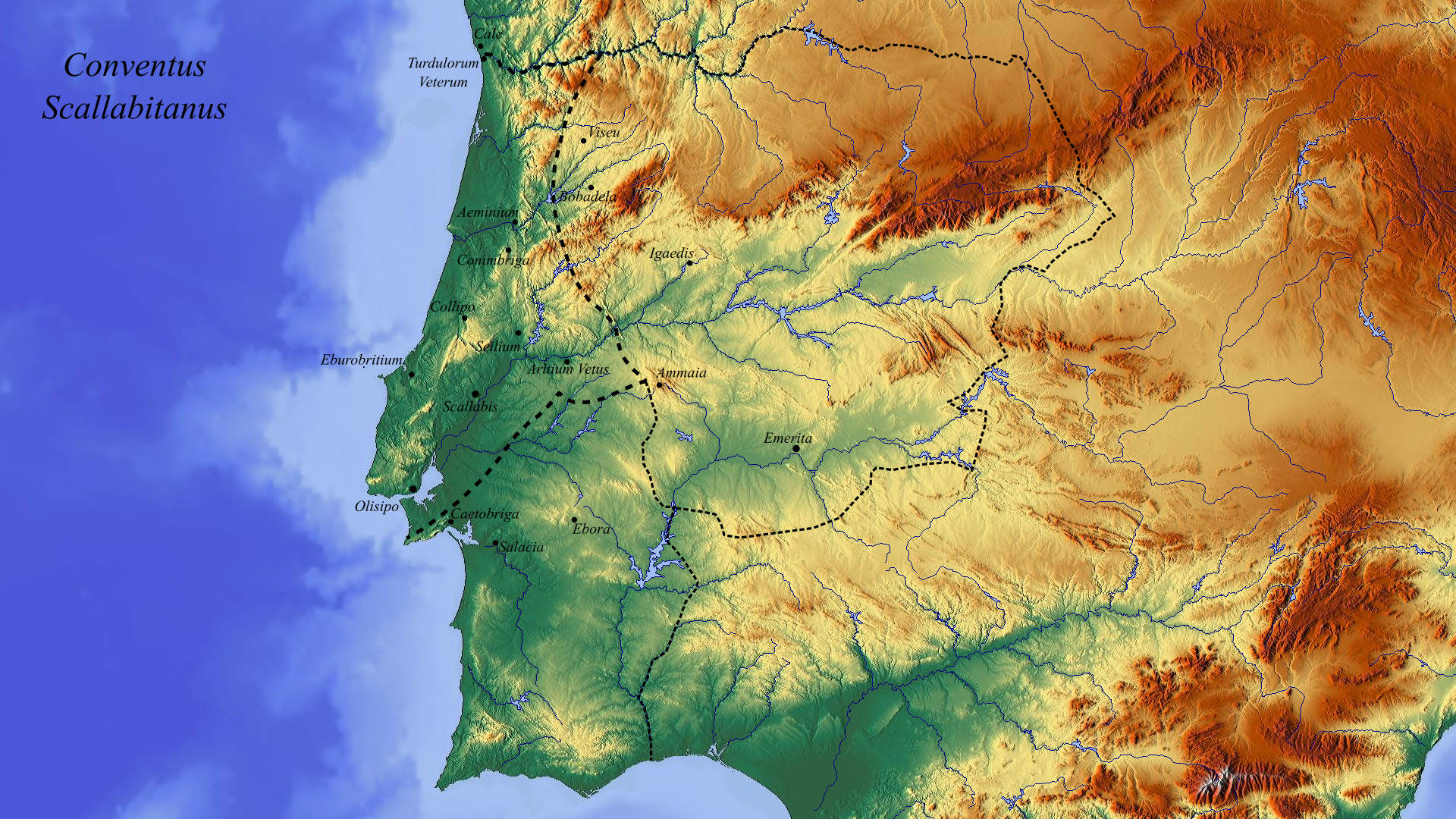
Traçado conjectural focado nos limites do Convento Escalabitano - Baseado na interpretação (com algumas alterações) de Tranoy, A. et al. (1990)

O Convento Escalabitano (em latim: Conventus Scallabitanus) é uma das três divisões jurídicas da província romana da Lusitânia descritas por Plínio, cuja capital é Escálabis Presídio Júlio (Santarém). Sobre a cronologia da criação destes conventos não há consenso, podendo ser atribuída quer ao imperador Augusto, quer a Vespasiano (e à dinastia flávia em geral). Em traços largos, o território atribuído ao Convento Escalabitano situa-se entre o rio Douro e o rio Tejo, sendo delimitada uma fronteira a sul com o Convento Pacense e a este com o Convento Emeritense. A oeste encontra-se o oceano Atlântico.

## Lista das principais comunidades cívicas
- Felicitas Júlia Olisipo (Lisboa)
- Escálabis Presídio Júlio (Santarém)
- Eburobrício (Óbidos)
- Colipo (Batalha)
- Seílio (Tomar)
- Arício Velho (Alvega)
- Conímbriga
- Emínio (Coimbra)
- Cidade dos Túrdulos Velhos (Região de Vila Nova de Gaia) – Localizada por Plínio e Pompónio Mela (III, 1) abaixo do Douro, sendo encontradas no Castro da Sra. da Saúde em Vila Nova de Gaia, duas tésseras hospitalares (inscrições utilizadas para demonstrar hospitalidade entre dois indivíduos, grupos ou povos) que reflectem uma localização semelhante. Em ambas um cidadão romano faz um pacto de hospitalidade com vários peregrinos, a primeira com três indivíduos de origem túrdulos velhos (AE 1983, 00476) e a segunda um indivíduo ex-túrdulo velho (AE 1983, 00477), datadas respectivamente de 7 e 9 d.C.[1]

## Limites Territoriais
A definição dos limites concretos do Convento Escalabitano é ainda um tópico em debate devido à ausência de dados arqueológicos, literários ou epigráficos, especialmente no que refere às suas fronteiras orientais.

### Limites Norte e Sul
A principal fonte de informação que se refere aos conventos da Lusitânia provém de Plínio (IV, 117), porém este não menciona os limites territoriais de cada um deles. Existe, no entanto, um consenso entre os investigadores sobre os limites norte e sul. O primeiro corresponde ao curso do rio Douro até à sua confluência no oceano Atlântico. O segundo é definido em parte pelo rio Tejo, embora tal não possa ser considerado como fronteira precisa devido às várias cidades aí situadas que estendem a sul do mesmo. É o caso do município de Olisipo que incluía ainda a margem norte da península de Setúbal (onde estavam instaladas parte das suas estruturas económicas), da colónia de Escálabis cujo território ia além da margem esquerda do rio e da cidade de Arício Velho, provavelmente situada ela própria a sul Tejo. Logo, este limite seria formado pelos territórios meridionais destas três cidades, com início no Cabo Espichel, seguindo pela Serra da Arrábida até Coruche e Ponto de Sor, terminando nos arredores de Portalegre, perto da cidade de Ammaia.

### Limites Orientais
No que concerne ao limite oriental, as opiniões são muito divergentes, apresentando-se aqui os pontos de vista mais divulgados:
O primeiro sustenta que todas as terras localizadas na área da Serra da Estrela e a este desta pertencem ao Convento Emeritense. Os autores baseiam-se no argumento de que os povos registados na inscrição da Ponte de Alcântara (onde são nomeadas várias populações da Lusitânia, que sobre Trajano, ajudaram na construção da ponte; CIL II 760) pertenceriam a uma mesma unidade administrativa, o Convento Emeritense, e, por isso, o limite ocidental deste deveria incluir os territórios dos interamnienses, correspondendo à área de Viseu e dos Celarnos, que se situam presumidamente na região de Lamego. Adicionalmente, os pésures, mencionados na inscrição e referidos por Plínio (conforme esta leitura) como vizinhos dos túrdulos velhos, estariam situados a este dos túrdulos e a oeste dos Celarnos. Assim, os limites de fronteira ocidentais do Convento Emeritense seguem para nordeste em direcção a Serra de Montemuro, incluindo as regiões de Viseu, Lamego e Cárquere, resultando numa faixa horizontal para o Convento Escalabitano invulgarmente estreita, curvada para o baixo Mondego e delimitada principalmente pelos territórios de Conímbriga e Emínio.

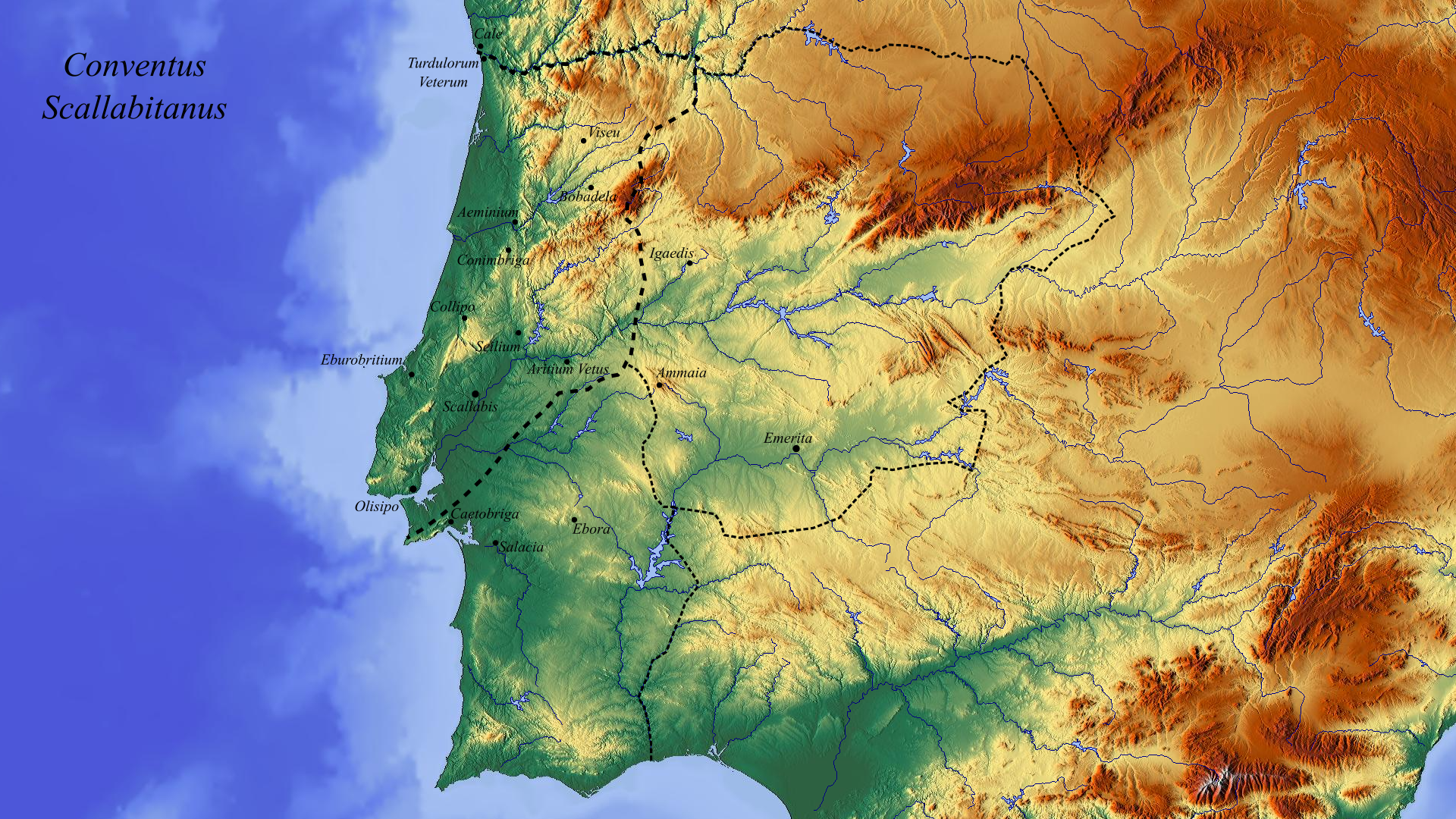
Traçado muito conjectural focado nos limites do Convento Escalabitano - Baseado na proposta de Amílcar Guerra

Uma das primeiras propostas para os limites do Convento Escalabitano foi enunciada no século XIX por Emil Hübner, visível em mapa no suplemento de 1892 da publicação de Inscriptionum Hispaniae latinarum, a qual se manteve incontestável durante um largo período de tempo. Só a partir da segunda metade do século XX é que surgem novas teorias que se baseavam em parte na proposta de Hübner, mas muito mais restritas, especialmente no que respeita o limite oriental.
De facto, a sugestão original necessitava de revisão pois era baseada em alguns pressupostos, em parte já superados. Emil Hübner menciona várias vezes que as divisões visigóticas poderiam ser usadas para compreender os conventos romanos. Porém esta metodologia não faria sentido dado que as origens dessas divisões eclesiásticas não eram baseadas nos conventos, mas sim na divisão de Diocleciano. Por outro lado, tomou como base as fronteiras modernas de Portugal, que em nada correspondem aos limites antigos romanos. Contudo, a sua proposta para o limite oriental colocava ainda as serras da Estrela e da Lapa no Convento Escalabitano, poderia ser mais viável, de acordo com o seguinte ponto de vista.
Amílcar Guerra, assume que a leitura correcta dos textos de Plínio colocaria os pésures a sul dos túrdulos velhos e não a este destes, uma vez que esta última hipótese é baseada numa leitura incorrecta de uma inscrição rupestre. Como consequência, não faria sentido que os pésures fizessem parte do Convento Emeritense, porque tal significaria um prolongamento desse convento até à costa Atlântica, isolando os túrdulos velhos do resto do território Escalabitano. Por outro lado, não há nenhum dado que indique que os povos mencionados na inscrição da ponte de Alcântara façam parte de uma mesma circunscrição administrativa e muito menos que ela seja o Convento Emeritense. Não estão presentes na inscrição vários povos que sabemos pertencerem ao convento e que poderiam ser beneficiados pela construção da ponte. Estes povos foram os únicos mencionados porque apenas se preservou uma inscrição, haveria certamente mais placas com uma série de outros povos.  Na análise da organização dos povos da inscrição da ponte de Alcântara é bastante mais provável que a sua organização não fosse feita pela circunscrição jurídica que pertenceriam, mas sim pelo percurso viário onde se situavam. Assim, é proposto que as serras de Gardunha, da Estrela e da Lapa poderiam pertencer ainda ao território Escalabitano.

## Contexto Histórico
O início da conquista romana e a incursão de Décimo Júnio Bruto Galaico (137-135 a.C.) no território entre o rio Tejo e o Douro vai levar à ocupação militar e ao avanço em direcção a norte. Estrabão (Geografia, III, 3, 1) refere a fortificação de Olisipo (implantação permanente no último terço do século II a.C.), que seria uma cidade essencial nas primeiras fases deste processo, como forma de abastecimento e porta para o interior. Menciona igualmente o ópido de Morón (possivelmente o sítio de Chões de Alpompé, Santarém) por ser a base de operações militares utilizada por Bruto no avanço ao longo do Atlântico, e na travessia do rio Douro, Lima e o Minho.
Durante a revolta sertoriana (80 a 72 a.C.) inúmeras transformações ocorreram no território, com o abandono de várias ocupações, incluindo Morón e a reocupação do espaço sobre diferentes locais após o período de instabilidade (a presença de ânforas produzidas no Guadalquivir é tida como um marcador cronológico). Como excepção, Olisipo não deixa no seu registo nenhum sinal de perturbação durante este período pelo que se assume que não tenha sido afectada de forma significativa.
A colónia de Escálabis Presídio Júlio, fundada por Júlio César, substituiu Morón na sua função de controlo do território, quer para a travessia do rio, quer no controlo da via para o norte. Contudo, antes de assumir o estatuto de colónia existiria no local um presídio ou acampamento militar que coexistia na proximidade de Morón, comprovando a importância estratégica do local.
O plano de restruturação e as reformas de Augusto alteram significativamente a paisagem. Além da implementação da província da Lusitânia e do ajuste das suas fronteiras, é delineado um programa viário e é fomentado o crescimento económico, com um foco na progressiva monumentalização das cidades e o seu desenvolvimento urbano. Tal também se observa a partir do reino dos Flávios, com novos planos de renovação urbanística em grande parte das cidades.
A colónia de Escálabis, um polo urbano de grande importância estratégia, que recebe inclusivamente o estatuto de sede do convento jurídico, vai perdendo a sua influência ao longo do tempo devido à alteração das prioridades políticas e económicas, nunca sendo, porém, removido o seu estatuto jurídico. A partir de então, Olisipo surge como o principal centro urbano da região, realidade reflectida nos dados epigráficos. O amplo conjunto epigráfico registado no município de Olisipo (exemplo de Sintra, Torres Vedras, Mafra e da própria cidade) deve-se em parte à riqueza económica da região e ao facto dos seus cidadãos terem adquirido precocemente o estatuto de município civil romano, estimulando a sua vida política e influenciando as áreas circundantes (exemplo de indivíduos Olisiponense presentes na cidade de Escálabis - CIL II 327 CIL II 328). Quando agrupada a totalidade das inscrições do município, estas são equiparáveis ao conjunto epigráfico da capital provincial, Emérita Augusta. Por comparação, Escálabis a capital conventual, apresenta um conjunto epigráfico reduzido e de pobre qualidade, mesmo ocupando uma posição jurídica acima de Olisipo.

### As vias

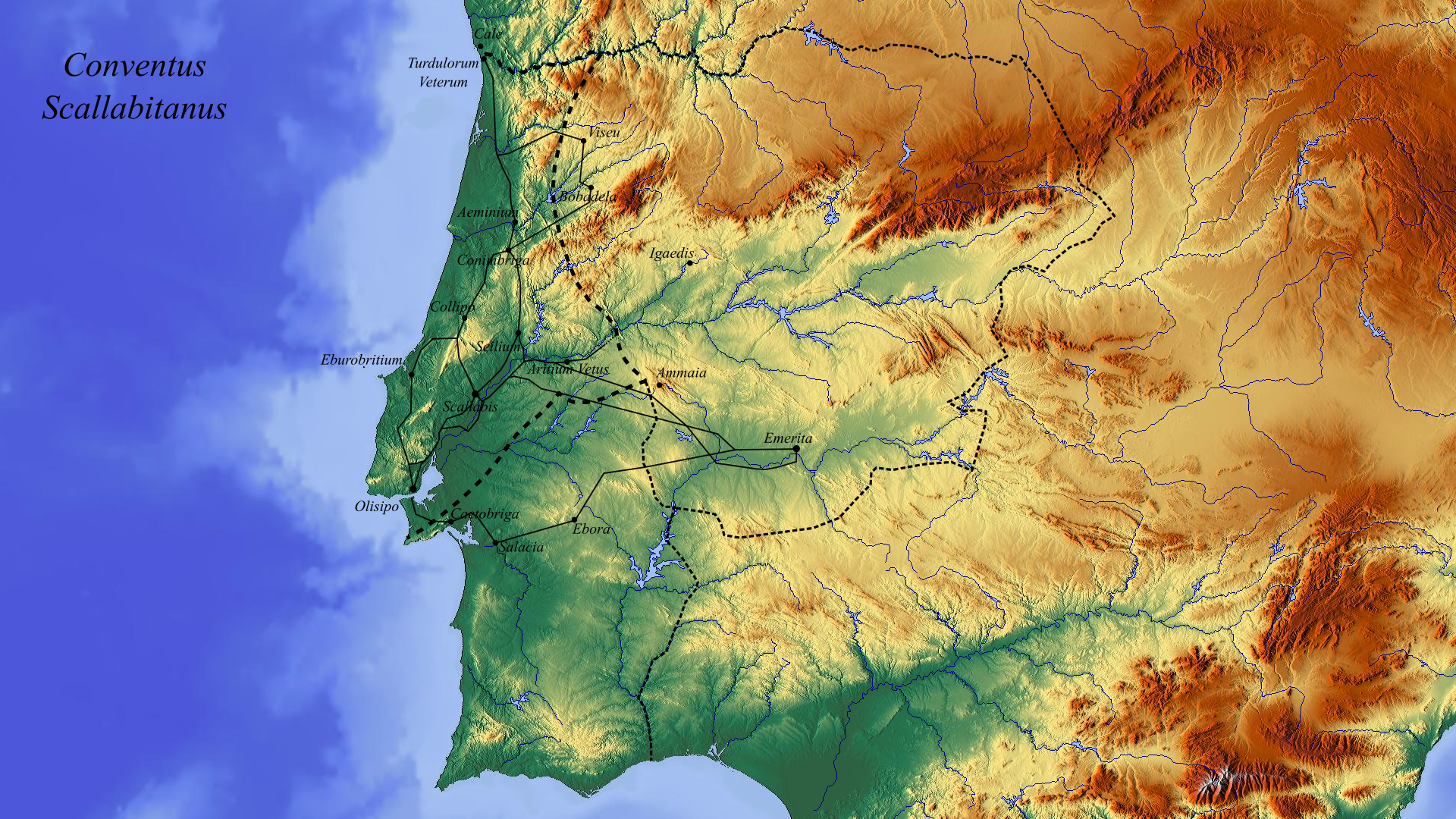
Traçado geral da rede viária do Convento Escalabitano, baseado na proposta (com algumas alterações) de Mantas, V.G. (2012)

### Cronologia da criação dos conventos
No que remete à cronologia da criação dos conventos o debate cinge-se entre o Imperador Vespasiano e a dinastia Flávia ou o Imperador Augusto.
As teorias mais antigas sugeriam uma criação na época de Cláudio, fundamentadas nas referências de Plínio e alguns dados arqueológicos. No entanto, em épocas posteriores, a proposta mais comum e aceite (pertencente à escola francesa), data a criação dos conventos à época de Vespasiano, sustentada na cronologia do largo número de fontes (obras e epígrafes) referentes aos conventos nesse período e em parte no facto das menções de legados em épocas anteriores não serem acompanhados pela denominação de jurídicos.
Críticas levantadas a esta proposta mencionam que em épocas anteriores a Vespasiano, as sedes conventuais e o seu território seriam já utilizados para fins administrativos, onde adicionalmente era praticado o culto imperial. Por outro lado, a omissão da denominação de jurídicos não indica que os legados não exerciam este tipo de funções em épocas anteriores. Por exemplo, num excerto de Estrabão (Estr. 3, 4, 20.) este relata a presença na província Citerior de um legado de categoria senatorial (entre dois legados do exército, de época Augustana), encarregado de aplicar a justiça, cargo que corresponde ao que seria um legado jurídico futuramente referido em época de Vespasiano. Não faria sentido que um cargo deste tipo fosse institucionalizado, desaparecesse e depois surgisse sobre outro nome. Adicionalmente a inscrição de C. Cetrônio Mício (CIL II 2423) datada a 25-33, indica que este ocupava o cargo de legado jurídico da Hispânia Citerior (legatus Aug(usti) [Hisp.] c[ite]rioris) sendo que de acordo com a sua titulatura, seria mais provável que fosse um legado jurídico e não apenas um legado de uma legião.
O argumento a favor de Augusto é baseado também na descoberta da tabula hospitalitatis proveniente da Cidade dos Lugeiros (civitas Lougeiorum, Lugo (Galiza)) (HEp 1994, 00505). Nesta inscrição é referida a existência de um convento previamente desconhecido, o Convento Ara Augusta (conventus Arae Auguste), que quando correlacionado com a datação da inscrição ao século I (pelos cônsules mencionados), corresponde ao principado de Augusto. Várias críticas foram levantadas a esta tabula pela sua inautenticidade e origem duvidosa, a sua forma rectangular simples, o uso peculiar de certas letras na escrita e de terminação irregular em pactos de hospitalidade, sendo que vários destes pontos já foram contrapostos por outros autores. A origem incerta da inscrição deve-se ao facto de este ser um achado de prospectores ilegais de tesouros, que normalmente evitam revelar os rastos das suas actividades. A tabela deveria se acompanhada por uma moldura, como demonstram os vestígios de estrias na borda, razão pela sua simplicidade. A paleografia da escrita é muitas vezes um argumento débil, excepto em casos muito específicos de características de certas épocas. Por fim, em relação à terminologia, esta é sintacticamente correcta e resulta de uma acção intencional por parte dos autores em atribuir aos territórios uma ordem descendente de importância, como é a região-convento-cidade (regio-conventus-civitas). Porém o debate continua em aberto (com outras críticas e contrapontos não mencionados), sendo que a sua abordagem carece ainda de algum cuidado.

## Estrutura Político-Administrativa
Um convento não é apenas uma divisão territorial, neste e especificamente na sua sede existem uma série de funções judiciais que vão além dos magistrados das cidades individuais. Como cargo mais elevado denota-se o governador da província, que seria responsável por tais funções. Este não era nomeado pelas cidades, mas sim eleito pelo poder central como representante de Roma, com a capacidade de decretar as suas próprias leis (edicta). Imediatamente abaixo estão os legados jurídicos (legati iuridici), um corpo nomeado pelo imperador que gere principalmente a justiça, mas também um amplo conjunto de actividades como a administração, as obras públicas, a realização de recenseamentos, o recrutamento militar e vários aspectos económicos. Existiria também um órgão consultivo formado por representantes das cidades constituintes cuja função era assistir o governador.
A componente administrativa e a prestação de serviços não deixam a transparecer ter tido relevância no Convento Escalabitano, que por contrapartida ao Convento Emeritense nunca terá sido alvo de uma centralização da administração acentuada. De facto, a informação epigráfica do convento não evidenciou até à data nenhuma prática de serviços administrativos.
O culto imperial provincial ao divino Augusto (divus Augustus) surgiu na época de Tibério, praticado e exercido na capital da Lusitania pelo flâmine augustal. As primeiras edificações de monumentos a Augusto na Hispânia surgem a um nível de culto municipal e não provincial, dado que estes eram maioritariamente utilizados para demonstrar a homenagem que o corpo municipal oferece à divindade imperial e elevar o prestígio social das elites destas mesmas cidades mais privilegiadas, mesmo não existindo um culto organizado ou sacerdotes. A cronologia para a origem dos cultos municipais depende da cada cidade e do nível de informação disponível. No caso de Olisipo foi descoberto um pedestal dedicado ao Divino Augusto, por dois augustais, datado a 14 d.C. (curto tempo após a sua divinização) (CIL II 182). Grande parte dos indivíduos que assume os cargos de sacerdotes e flâmines era de origem indígena, factor importante para integração das comunidades na política imperial.
Com a criação dos conventos, foi estabelecido também um culto intermédio que representava cada um dos conventos da província e era realizado na sua sede, através de um sacerdos. Porém, não há dados sobre este tipo de culto no Convento Escalabitano, ou devido ao facto de não ter sido aqui praticado ou por não ter sido encontrado nenhum vestígio até à data.

## A Rede Viária